# Carl Ewers (Verwaltungsbeamter)
Carl Ewers (* 7. Februar 1902 in Recklinghausen; † 10. November 1981) war ein deutscher Jurist und Verwaltungsbeamter.

## Leben
Carl Ewers absolvierte von 1921 bis 1922 eine kaufmännische Lehre in Düsseldorf und Münster. Zwei Jahre später nahm er ein Studium der Rechtswissenschaft auf, das er 1926 mit dem Ersten und 1930 mit dem Zweiten Juristischen Staatsexamen abschloss. 1929 promovierte er zum Doktor der Rechte. Nach Beendigung seines Studiums trat er in den Justizdienst ein und war von 1930 bis 1931 als Gerichtsassessor bei den Staatsanwaltschaften in Münster und Hagen tätig. Im Anschluss arbeitete er bis 1941 als Rechtsanwalt beim Amts- und Landgericht Münster. Von 1941 bis 1945 wirkte er als Dezernent und Bevollmächtigter für den Nahverkehr beim Oberpräsidium der Provinz Westfalen mit Sitz in Münster.
Ewers wurde 1945 Verkehrsdezernent im Regierungsbezirk Arnsberg und fungierte von 1945 bis 1946 als Regierungsdirektor beim Generalreferat Wirtschaft im Oberpräsidium Münster. Im August 1946 wechselte er als Ministerialdirektor ins Wirtschaftsministerium des Landes Nordrhein-Westfalen. Von Oktober 1950 bis zu seinem Eintritt in den Ruhestand 1967 war er zunächst als Ministerialdirektor, ab 1953 dann als Staatssekretär, stellvertretender Leiter der Obersten Landesbehörde Ministerium für Wirtschaft und Verkehr, die 1958 in Ministerium für Wirtschaft, Mittelstand und Verkehr umbenannt wurde. Als solcher befasste Ewers sich unter anderem mit Fragen zur Organisation der Kölner Messe.
Er war Mitglied der katholischen Studentenverbindungen A.V. Zollern Münster und KDStV Ripuaria Freiburg im Breisgau.

## Ehrungen
- 1967: Großes Verdienstkreuz mit Stern der Bundesrepublik Deutschland